# Kanthal
 (mai 2016).
Si vous disposez d'ouvrages ou d'articles de référence ou si vous connaissez des sites web de qualité traitant du thème abordé ici, merci de compléter l'article en donnant les références utiles à sa vérifiabilité et en les liant à la section « Notes et références ».

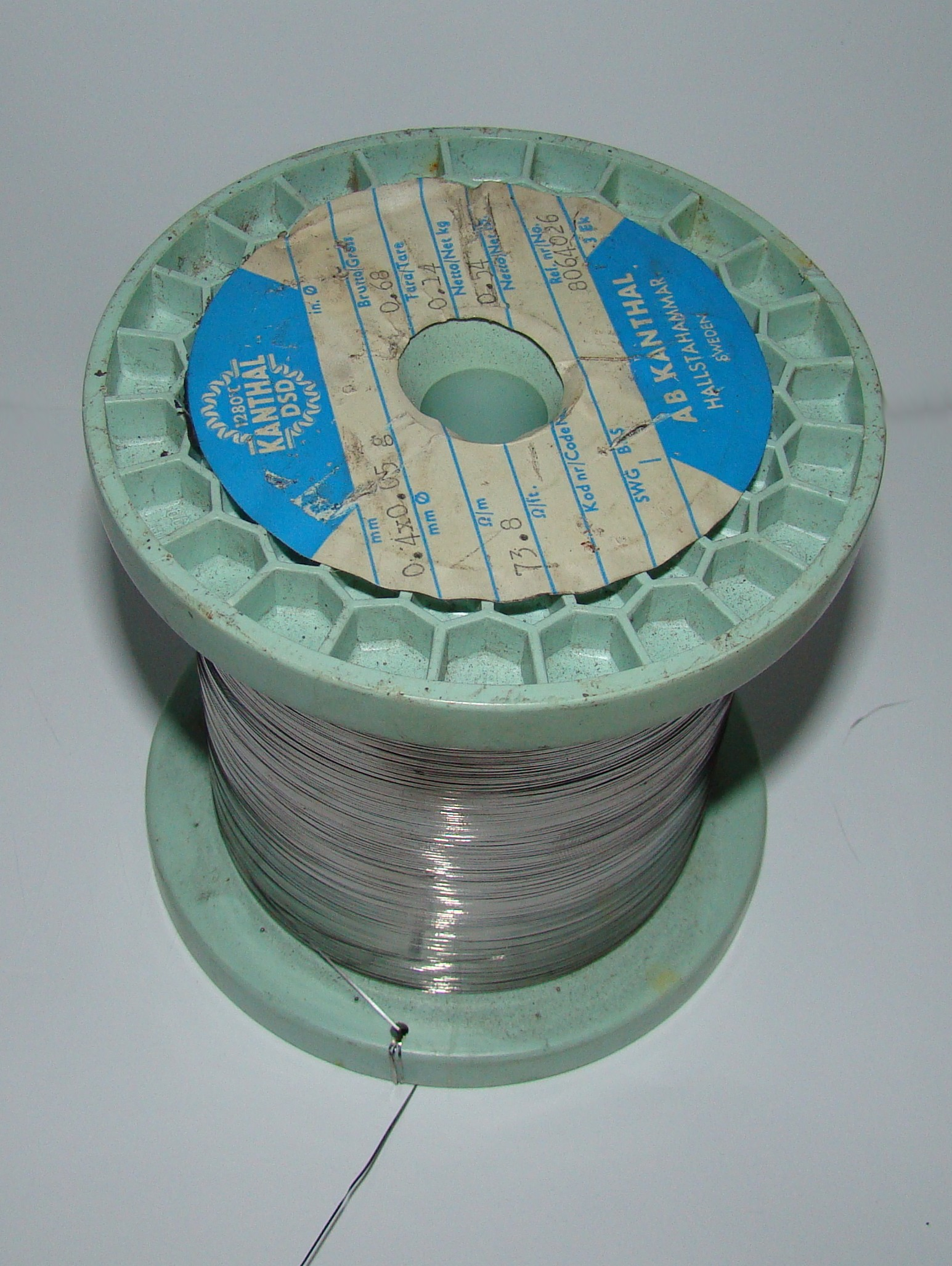
Fil résistif en Kanthal

Kanthal est la marque déposée par Sandvik AB d’une famille d’alliages fer-chrome-aluminium (FeCrAl) utilisée dans les domaines des résistances et des hautes températures. Les alliages de Kanthal sont composés principalement de fer, de chrome (20 – 30 %) et d’aluminium (4 – 7.5 %). Le premier alliage de ce type a été développé par Hans von Kantzow (en) à Hallstahammar en Suède. Ces alliages sont fréquemment utilisés comme corps de chauffe du fait de leur tolérance aux températures élevées ainsi que pour leur résistivité de valeur intermédiaire.

## Caractéristiques
Lorsqu’il est soumis a des températures élevées, le Kanthal forme une couche protectrice d’oxyde d’aluminium qui est un isolant électrique avec une conductivité thermique relativement élevée. Cet isolant électrique peut imposer l’utilisation de techniques adaptées pour assurer de bonnes connexions.
La température de fusion du Kanthal est de 1 500 °C et il peut être utilisé en continu dans l’air à une température de 1 400 °C. 

## À consulter également
- Nichrome